# Polarexpressen
Polarexpressen (engelska: The Polar Express) är en amerikansk animerad långfilm i regi av Robert Zemeckis. Den hade allmän biopremiär i USA den 10 november 2004.

## Handling
En ung pojke i 1950-talets Grand Rapids i Michigan börjar tvivla på Jultomtens existens. Klockan stannar vid fem minuter i tolv på Julaftons kväll, och ett expresståg anländer. En konduktör erbjuder honom en resa till Nordpolen med tåget, vid namn Polarexpressen, för ett besök hos Jultomten själv. Senare visas i filmen att tomten skall dela ut julens första julklapp. Efter lite tvivel hoppar pojken ombord och får uppleva en fartfylld tur genom farliga tunnlar, farligt branta backar och en issjö.

## Om filmen
Filmen är baserad på Norrskensexpressen som gavs ut 1985, skriven av Chris Van Allsburg. Genren använder sig av Performance Capture som tillåter Tom Hanks att spela fem roller i filmen. Michael Jeter gjorde två roller, men avled under filmens gång.

## Röster (originalversion)
- Daryl Sabara - Hero Boy (ung)
- Tom Hanks - Hero Boy (vuxen)/pappan/konduktören/luffaren/Scrooge/Jultomten
- Leslie Harter Zemeckis - syster Sarah / mamma
- Eddie Deezen - besserwisser
- Nona M. Gaye - Holly
- Peter Scolari - Billy
- Michael Jeter - Smokey/Steamer
- Charles Fleischer - general
- Phil Fondacaro - tomtenisse
- Steven Tyler - löjtnant

### Svenska röster
- Calle Dahlström - Pojken
- Roger Storm - Pojken(vuxen)/Konduktören/Jultomten
- Norea Sjöquist - Holly
- Carl-Magnus Lilljedahl - Billy
- Adam Giertz - Besserwisser
- Andreas Nilsson - Pappa/Luffaren
- Louise Raeder - Mamma
- Alexandra Alm Nylén - Sarah
- Jan Modin  - Smokey
- Göran Engman - Steamer
- Gunnar Ernblad - Nissegeneral
- Dick Eriksson - Nisse
- Kristian Ståhlgren - Nisse Löjtnant